# Shaylee Mansfield
Shaylee Ava Mansfield (6 de abril de 2009, Burbank , California) es una actriz y celebridad de internet estadounidense.
Nació en Burbank, California con una condición de sordera y logró popularidad creando videos virales en los que contaba relatos navideños en lengua de signos estadounidense. Tiempo después, apareció en un vídeo publicitario de la campaña Historias inolvidables de Disney Parks, en el que se comunicaba con Minnie Mouse mediante este lenguaje en Walt Disney World. El contenido se hizo viral rápidamente y se convirtió en uno de los anuncios más vistos de Disney.
Debutó como actriz en 2019 en el filme navideño Noelle. Un año después, su petición de subtítulos automáticos en Instagram llamó la atención de varias publicaciones de medios de comunicación y se hizo popular en Twitter. Obtuvo reconocimiento por sus papeles en Siente el ritmo (2020) de Netflix y 13 Minutes (2021) de Quiver Distribution. Su participación en la serie animada de 2022 Madagascar: A Little Wild fue reconocida por el medio TheWrap como «un nuevo paso hacia la inclusión con una aparición especial de la actriz sorda Shaylee Mansfield». Un año después, integró el elenco del seriado dramático The Company You Keep.

## Biografía

### 2009-2018: primeros años y videos virales
Mansfield nació con una condición de sordera en 2009 en Burbank, California. Sus padres —la actriz Sheena McFeely y el creador de contenido Manny Johnson— también son sordos y dirigen ASL Nook, un sitio web y canal de YouTube que enseña el lenguaje de signos estadounidense. Ivy, su hermana menor, es oyente.
Colaboró como creadora de contenido para ASL Nook desde 2013 hasta 2019. Empezó relatando cuentos navideños a través de signos en el canal a los cuatro años con The Nightmare Before Christmas. Un año después narró la historia de ¡Cómo el Grinch robó la Navidad!, lo que llamó la atención de la cadena E!, quienes afirmaron en su reseña: «No podemos recordar la última vez que una historia navideña nos hizo sonreír tanto [...] especialmente por lo inmersa que está [Mansfield] en su relato. Es tan expresiva con su lenguaje de signos y sus expresiones faciales». En 2015 narró Rodolfo el reno, y un año después HuffPost calificó como «hermosa» su versión de 2016 de El expreso polar.
En 2013, Mansfield interactuó en uno de los parques de Disney con un miembro del personal vestido de Campanilla que conocía el lenguaje de señas. Gracias a este suceso, tres años después la compañía la llevó a Disneyland con su familia para grabar un anuncio de la campaña Historias inolvidables, en el que Mansfield se comunicaba a través de señales con un empleado disfrazado de Minnie Mouse que había empezado recientemente a aprender el lenguaje. El vídeo se hizo viral, y para abril de 2016 ya había obtenido más de once millones de visitas y se había convertido en el segundo contenido más visto de los anuncios de Disney. La publicación Adweek destacó su carácter inclusivo como uno de los principales factores de su éxito. Los Mansfield también aparecieron junto a otras dos familias predominantemente sordas en el documental Born This Way Presents: Deaf Out Loud, emitido por la cadena A&E el 12 de septiembre de 2018. Margaret Lyons, del New York Times, se refirió al documental como una producción seria y a las familias protagonistas como «increíblemente convincentes, reflexivas y telegénicas».

### 2019-2022: debut como actriz
En 2019, Mansfield debutó como actriz interpretando a Michelle, una niña sorda y sin hogar en la película de Disney+ Noelle. A pesar de la recepción mixta, su papel fue, según Variety, útil para potencializar su carrera. En julio del mismo año, la plataforma Netflix la anunció como parte del elenco de su película Siente el ritmo, que también cosechó críticas dispares. De acuerdo con Pippa Raga del sitio Distractify, el título del filme «se debe en gran parte a que el personaje de Shaylee [una bailarina llamada Zuzu], literalmente siente el ritmo mientras baila». En 2021 interpretó el papel de Peyton, la hija sorda de Kim (Amy Smart) y Brad (Peter Facinelli), en la cinta 13 Minutes. Sobre su desempeño, The Hollywood Reporter afirmó que tenía una «presencia en pantalla muy natural».
En un panel de la organización RespectAbility, conoció a Delbert y Jevon Whetter, dos productores sordos que en ese momento estaban vinculados con la serie de animación Madagascar: A Little Wild. Tras el evento, la madre de Mansfield les preguntó si la serie requería un actor sordo, y luego de mantener una reunión de familiarización con la empresa DreamWorks, le ofrecieron rápidamente un papel en la serie. Gracias a su relación con los hermanos Whetter, la actriz no tuvo que pasar por el procedimiento habitual de casting para A Little Wild.
En el seriado, Mansfield interpretó el papel de Shaylee, una niña sorda que se comunica con algunos animales mediante el lenguaje de señales. Los animadores basaron las acciones del personaje en sus signos utilizando un vídeo de referencia; debido a la pandemia de COVID-19, Mansfield tuvo que trabajar a través de sesiones de Zoom. Según Jevon: «Tuvimos que ralentizarlo mucho para que fuera extremadamente claro, y dar varios ángulos de las líneas para que los animadores pudieran ver dónde debían estar las formas y los movimientos de las manos».
La actriz apareció en el episodio «Gloria's Got 'Em All», estrenado a través de los servicios de streaming Hulu y Peacock el 13 de enero de 2022 y definió su papel como una oportunidad de ensueño, pues confesó que no le ha sido fácil encontrar trabajo en la industria dada su condición. Para Sharon Knolle del portal TheWrap, la serie «está dando un nuevo paso hacia la inclusión con la aparición especial de la actriz sorda Shaylee Mansfield», y según Alison Stine de la página web Salon, «Mansfield incluso está enseñando a la industria del entretenimiento nuevas formas de incorporar actores sordos; logró este último hito con su trabajo en la serie Madagascar: A Little Wild».

### 2023: actualidad
En 2023, Mansfield interpretó a Ollie Nicoletti en la serie dramática de ABC The Company You Keep. El crítico Richard Roeper del Chicago Sun-Times elogió su actuación como «instantáneamente entrañable», y Whitney Evans del sitio web TV Fanatic afirmó que el personaje de Ollie «es interpretado a la perfección por Shaylee Mansfield, quien aporta todo el encanto a la preadolescente que crece ante los ojos de su familia».

## Activismo
Durante su carrera como creadora de contenido en YouTube, Mansfield se propuso animar a niños y familias a aprender el lenguaje de señales. Utiliza además sus redes sociales como plataforma para enseñar a otros esta forma de comunicación y para generar conciencia acerca de su condición.
En abril de 2020, durante la pandemia de COVID-19, Mansfield publicó un video en Twitter en el que criticaba a Instagram por la falta de subtítulos; afirmó que ella y más de 400 millones de personas sordas o con dificultades auditivas eran incapaces de entender los videos con sonido. También pidió al director ejecutivo de esa red social, Adam Mosseri, que añadiera subtítulos automáticos para ayudar a las personas con su discapacidad a entender los contenidos. En mayo de 2021, Instagram lanzó un sticker que transcribe automáticamente el habla en el formato de Instagram Stories.

## Filmografía

### Cine y televisión
| Año           | Título                       | Papel           | Notas                            | Ref.   |
| ------------- | ---------------------------- | --------------- | -------------------------------- | ------ |
| 2018          | Born This Way: Deaf Out Loud | Ella misma      | Documental                       | [ 5 ]  |
| 2019          | This Close                   | Margaret        | Episodio: «Frog of Truth»        | [ 27 ] |
| 2019          | Noelle                       | Michelle        | Largometraje                     | [ 10 ] |
| 2020          | Bunk'd                       | Willow          | Episodio: «My Fairy Lady»        | [ 28 ] |
| 2020          | Siente el ritmo              | Zuzu            | Largometraje                     | [ 29 ] |
| 2021          | 13 Minutes                   | Peyton          | Largometraje                     | [ 15 ] |
| 2022          | Madagascar: A Little Wild    | Shaylee         | Episodio: «Gloria's Got 'Em All» | [ 16 ] |
| 2023–presente | The Company You Keep         | Ollie Nicoletti | Papel recurrente                 | [ 21 ] |